# Giuseppe Maria Asclepi
Giuseppe Maria Asclepi (Macerata, 21 d'abril de 1706 – Roma, 21 de juliol de 1776) va ser un astrònom i matemàtic italià.
Pare jesuïta, en el curs de la seva activitat, va observar nombrosos fenòmens celestes que va descriure en alguns dels seus tractats, estudiant la paral·laxi solar i intentant sense èxit determinar una equació resolutiva. Va ser director de l'Observatori de la Pontifícia Universitat Gregoriana. En els darrers anys, va substituir a Ruggero Giuseppe Boscovich en la càtedra de matemàtiques del Collegio Romano.
El 1935, la UAI va anomenar en el seu honor «Asclepi» a un cràter lunar.

## Obra
(llista parcial)
- Nuova proprietà delle potenze de 'numeri.
- Tentamen novae de odoribus theorie (Siena, 1749).
- De veneris per solem transitu exercitatio astronomica habita in Collegio Romano (Roma, 1761).
- De motum gravium rectilineo (Roma, 1762-1763).
- De objectivi micrometri usu in planetarum diametris metiendis. Exercitatio optico-astronomica habita in Collegio Romano a Patribus Societatis Jesu (Roma, 1765).
- De cometarum motu exercitatio astronomica habita in collegio Romano patribus Societatis Jesu.Prid.Non.Septem (Roma, 1769).